# Certines
Certines ist eine französische Gemeinde mit 1.518 Einwohnern (Stand 1. Januar 2022) im Département Ain in der Region Auvergne-Rhône-Alpes. Sie gehört zum Kanton Ceyzériat im Arrondissement Bourg-en-Bresse.

## Geographie

### Lage
Certines liegt auf 250 m, etwa neun Kilometer südlich der Präfektur Bourg-en-Bresse, 53 Kilometer nordöstlich der Stadt Lyon und 38 Kilometer ostsüdöstlich der Stadt Mâcon (Luftlinie). Das Dorf erstreckt sich im südöstlichen Teil der historischen Provinz Bresse und wird vom Flüsschen Leschère durchquert. 

### Topographie
Die Fläche des 15,92 km² großen Gemeindegebiets umfasst einen Abschnitt im südlichen Teil der Bresse, einer Ebene im Bresse-Saône-Graben. Sein südwestlicher Teil zeichnet sich bereits durch die für die Dombes typische, waldreiche Seenlandschaft aus. Die über das Gemeindegebiet verteilten Hügel und Senken erreichen Höhenunterschiede von nur wenigen Metern. Nach Südwesten steigt der Gemeindeboden gleichmäßig an bis auf eine Höhe von 277 m, er wird in umgekehrter Richtung über mehrere Bachläufe und Gräben zur Reyssouze hin entwässert. Neben den großen kommunalen Waldstücken im Westen, die zusammen fast 32 % der Landbedeckung ausmachen, wird der restliche unbebaute Anteil größtenteils für die Landwirtschaft genutzt.

### Nachbargemeinden
Nachbargemeinden von Certines sind Montagnat im Norden, Tossiat und Saint-Martin-du-Mont im Osten, La Tranclière im Süden sowie Lent und Péronnas im Westen.

### Gemeindegliederung
Zu Certines gehört im Norden der Ort Les Rippes (251 m), an den sich die Siedlungen Portant und Les Jallatières anschließen. Rund um den eigentlichen Ortskern gruppieren sich mehrere Gehöfte.

## Geschichte
Im Mittelalter existierte in Certines ein Priorat, das 1250 erstmals urkundlich erwähnt wurde und dem Frauenkloster Saint-André-le-Haut in Vienne gehörte. Seine Schreibweise sowie diejenige der ab 1310 verzeichneten Ortschaft war damals Essartines, sie änderte sich über Essertines (1325), Sartines (1564) und Sertines (1650) zu Certines (1655).
In der Verwaltungsgliederung nach der Französischen Revolution gehörte Certines bis 2015 zum Kanton Pont-d’Ain, danach wechselte es im Rahmen der landesweiten Neuordnung der Kantone zum Kanton Ceyzériat.

### Bevölkerungsentwicklung
| Jahr                       | 1962 | 1968 | 1975 | 1982 | 1990 | 1999 | 2006 | 2013 | 2020 |
| Einwohner                  | 397  | 429  | 491  | 675  | 916  | 1288 | 1440 | 1513 |      |
| Quellen: Cassini und INSEE |      |      |      |      |      |      |      |      |      |

Mit 1518 Einwohnern (Stand 1. Januar 2022) gehört Certines zu den kleineren Gemeinden des Départements Ain. Nachdem die Einwohnerzahl bis zum Ende des 19. Jahrhunderts auf 524 angestiegen war, ging sie in der ersten Hälfte des 20. Jahrhunderts wieder auf 397 zurück. Seit den 1970er Jahren wird wieder eine Bevölkerungszunahme verzeichnet. Die Ortsbewohner von Certines heißen auf Französisch Certinois(es).

## Wirtschaft und Infrastruktur
Certines ist ein bis heute vorwiegend durch die Landwirtschaft geprägtes Dorf. Daneben gibt es verschiedene Betriebe des lokalen Kleingewerbes und einige mittelständische Betriebe. Mittlerweile hat sich das Dorf auch zu einer Wohngemeinde entwickelt. Viele Erwerbstätige sind Wegpendler, die in den größeren Ortschaften der Umgebung, vor allem im Raum Bourg-en-Bresse, ihrer Arbeit nachgehen.
Die Ortschaft liegt unweit der Departementsstraße D1075 und ehemaligen Nationalstraße N75, die Bourg-en-Bresse mit Grenoble verband. Von ihr sowie von den umliegenden Dörfern führen Nebenstraßen nach Certines. Im Nordosten direkt hinter der Gemeindegrenze mit Tossiat befindet sich der nächste Autobahnanschluss an die A40, die die Gemeinde im Osten durchquert. Am Ostrand der Gemeinde verläuft die Bahnstrecke Mâcon–Ambérieu-en-Bugey, die in Bourg-en-Bresse einen größeren Bahnhof hat. Als Flughafen in der Region kommt Lyon-St-Exupéry (70 km entfernt) in Frage.

## Sehenswürdigkeiten
- Das Château de Genoud südlich des Dorfes ist ein Ziegelbau, dessen Ursprünge auf die Anfangsjahre des 14. Jahrhunderts zurückgehen. Ursprünglich bestand das Château aus drei Türmen mit zwei Zugbrücken, die während der Französischen Revolution entfernt wurden. Der rechteckige Hauptturm wurde um 1853 wiederaufgebaut. An ihn schließt sich der Corps de Logis aus dem Jahr 1672 an, dessen Innenausstattung aus dem 19. Jahrhundert stammt. Halbkreisförmig angeordnete Wirtschaftsgebäude ordnen sich rechts und links von der Torzufahrt an.[6]
- Die Kirche Saint-Christophe ist Teil des Pfarrbezirks Tossiat. In Les Rippes steht eine Kapelle.

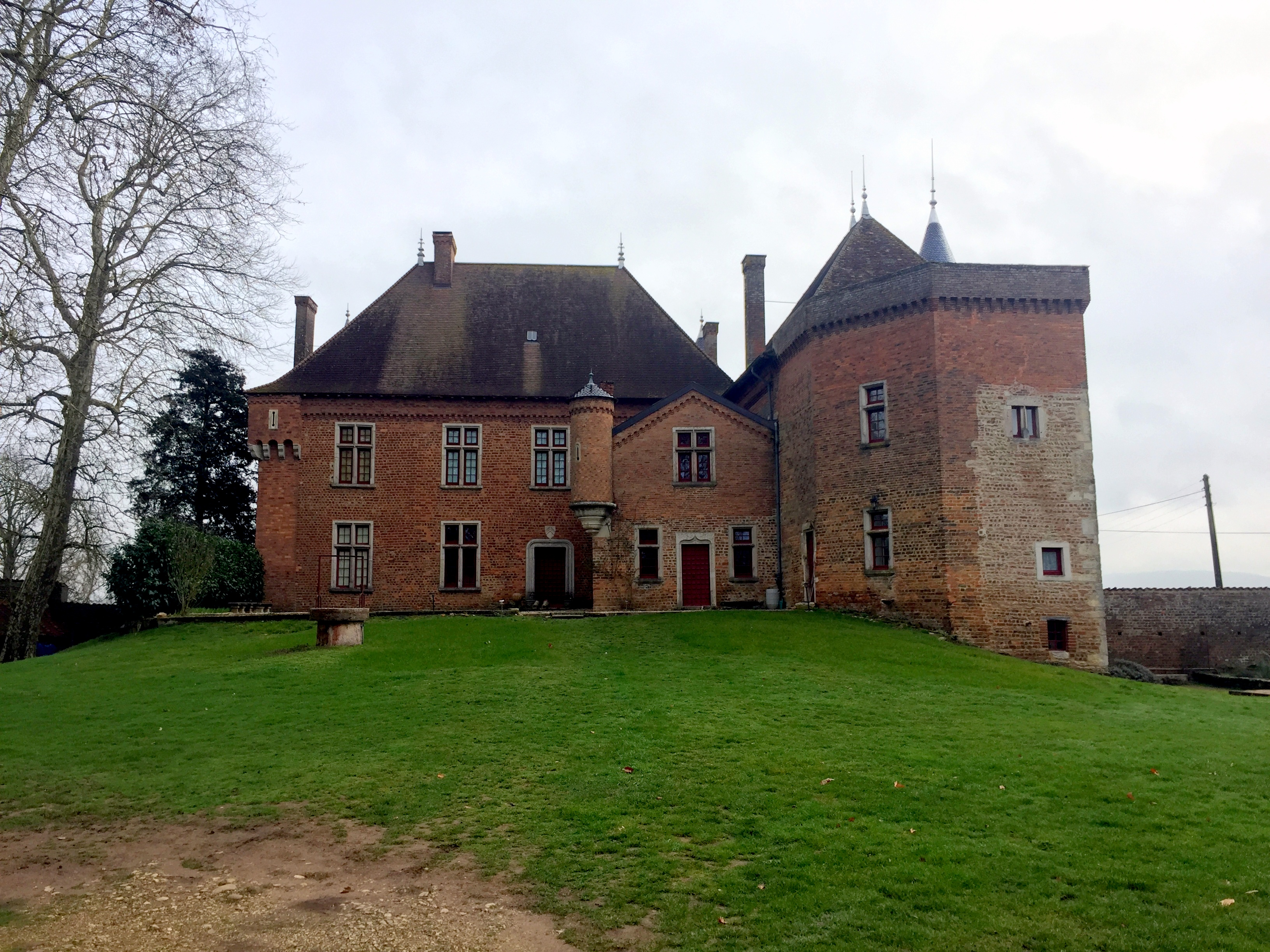
Château de Genoud (West- bzw. Eingangsseite)
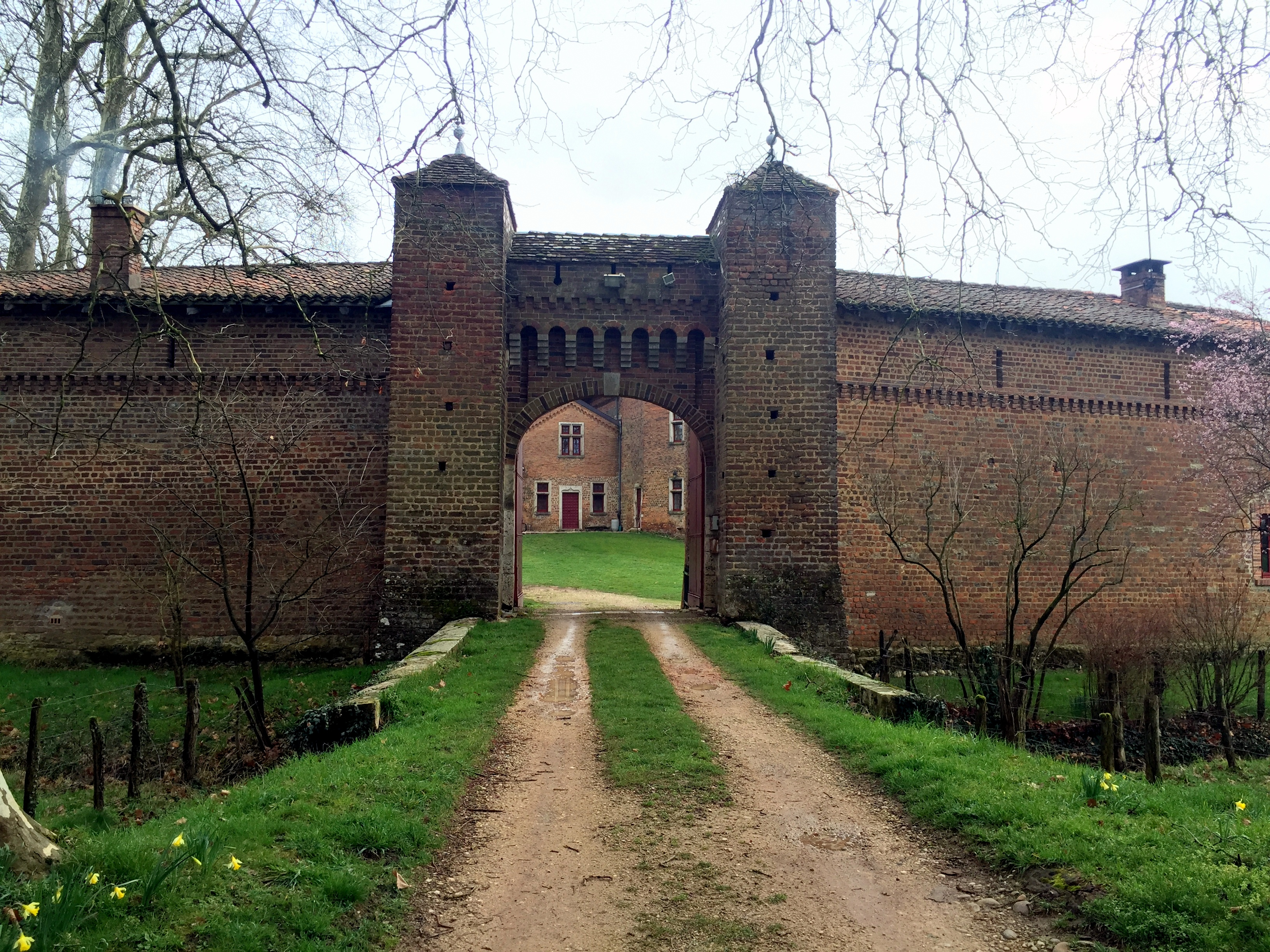
Tor und Wirtschaftsgebäude des Château de Genoud
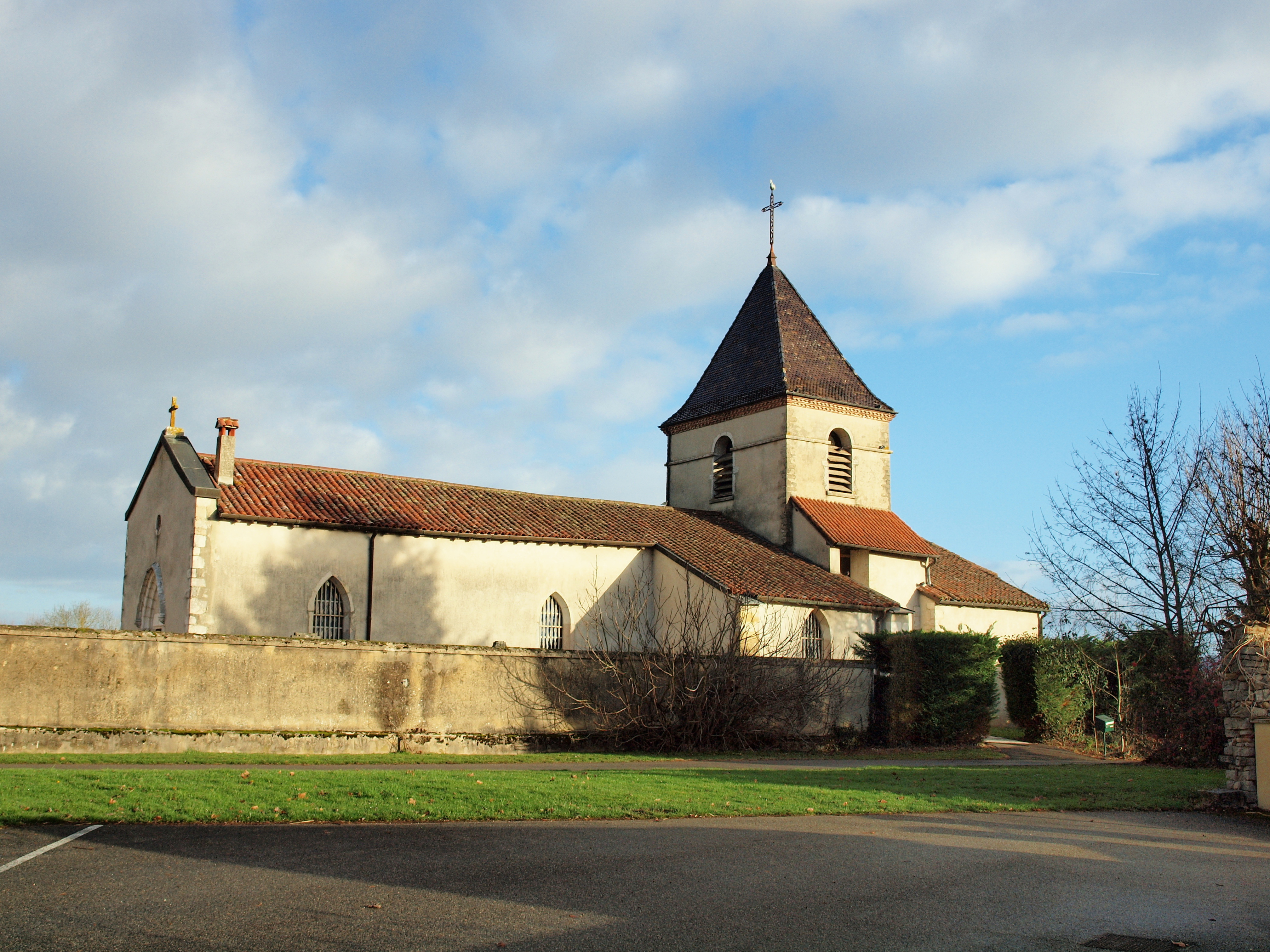
Kirche Saint-Christophe
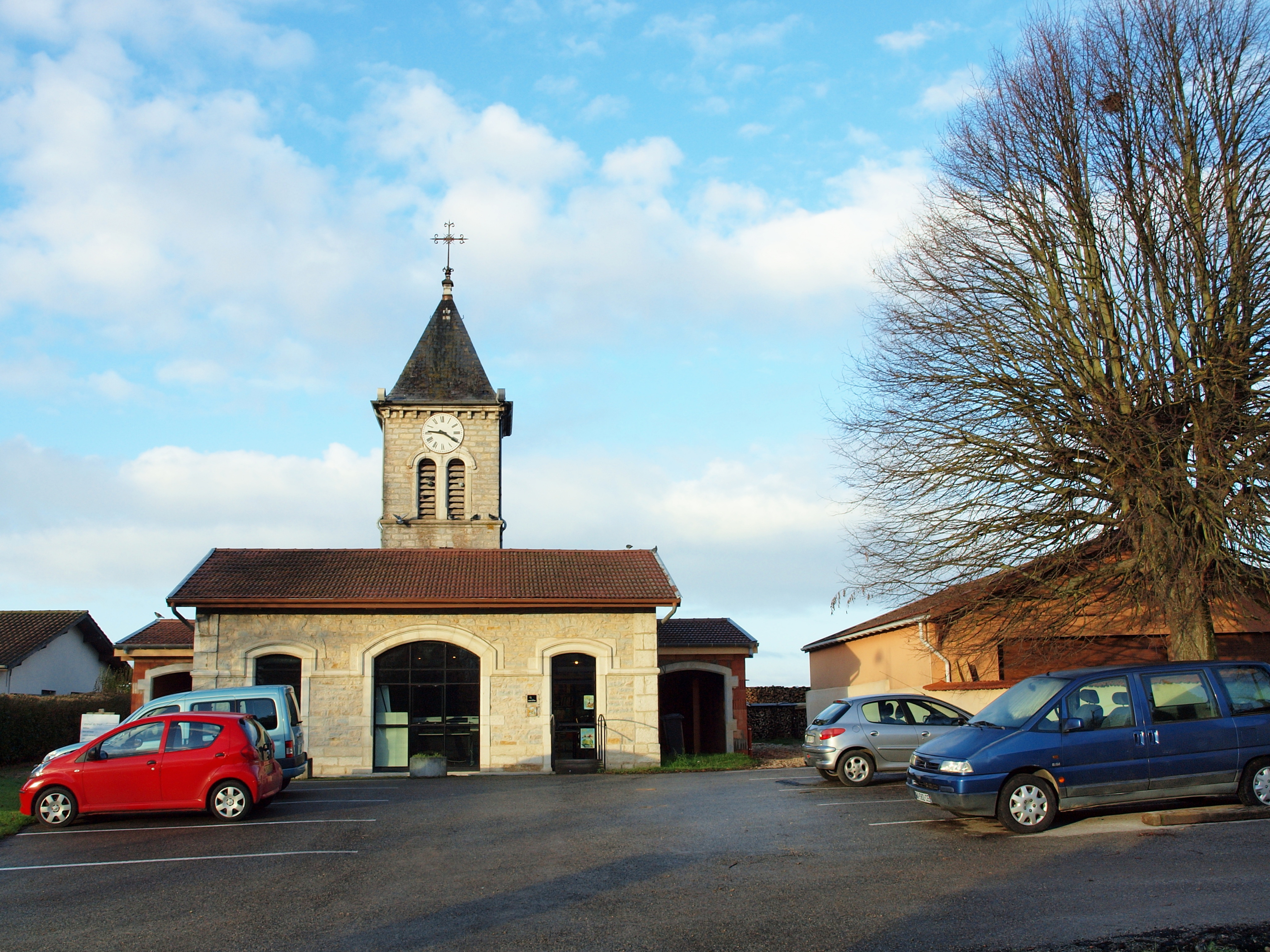
Kapelle in Les Rippes